# Besonderes elektronisches Steuerberaterpostfach
Das besondere elektronische Steuerberaterpostfach (beSt) ist ein elektronisches Postfach für Steuerberater der Bundessteuerberaterkammer, welches am 1. Januar 2023 startete.

## Verwandte Themen
E-Justice ist der Oberbegriff für elektronisch abgewickelte Abläufe des Gerichtswesens. Teil davon ist der elektronische Rechtsverkehr.
- Situation in Deutschland: siehe E-Justice (Deutschland)
- Situation in Österreich: Web-basierter Elektronischer Rechtsverkehr (WebERV)